# Castelletto Merli
Castelletto Merli är en ort och kommun i provinsen Alessandria i regionen Piemonte i Italien. Kommunen hade 448 invånare (2018).